# 6866 Kukai
A 6866 Kukai (ideiglenes jelöléssel 1992 CO) a Naprendszer kisbolygóövében található aszteroida. Satoru Otomo fedezte fel 1992. február 12-én.